# Gevlekte nothura
De gevlekte nothura (Nothura maculosa) is een vogel uit de familie tinamoes (Tinamidae). De wetenschappelijke naam van de soort is voor het eerst geldig gepubliceerd in 1815 door Coenraad Jacob Temminck als Tinamus maculosus.

## Beschrijving
De gevlekte nothura wordt ongeveer 24-25,5 cm groot. De rug is bruin met vaalgele strepen, de buik en borst is vaalgeel mat bruine en zwarte strepen. De kruin is zwart met vaalgeel, de keel wit. De poten grijsgeel tot bruin.

## Voedsel
De gevlekte nothura eet planten, zaden en insecten.

## Voortplanting
Het vrouwtje is na 2 maanden volwassen en kan tot 6 nesten per jaar krijgen. Het is het mannetje dat de eieren uitbroedt en de jongen opvoedt. Een nest bestaat uit 4-6 eieren.

## Voorkomen
De soort komt voor in het zuidoosten van Zuid-Amerika en telt 9 ondersoorten:
- N. m. cearensis: noordoostelijk Brazilië.
- N. m. major: het oostelijke deel van Centraal-Brazilië.
- N. m. paludivaga: centraal Paraguay en het noordelijke deel van Centraal-Argentinië.
- N. m. maculosa: van zuidoostelijk Brazilië tot oostelijk Paraguay, noordoostelijk Argentinië en Uruguay.
- N. m. pallida: noordwestelijk Argentinië.
- N. m. annectens: oostelijk Argentinië.
- N. m. submontana: zuidwestelijk Argentinië.
- N. m. nigroguttata: het zuidelijke deel van Centraal-Argentinië.
- N. m. chacoensis: het noordwesten van Paraguay. De chaconothura, ook wel als aparte soort beschouwd.

## Beschermingsstatus
Op de Rode Lijst van de IUCN heeft de soort de status niet bedreigd. 